# Ba Kim
Ba Kim (tiếng Trung: 巴金; bính âm: Bā Jīn; 25 tháng 11 năm 1904 tại Thành Đô, Tứ Xuyên - 17 tháng 10 năm 2005 tại Thượng Hải) là một nhà văn, tiểu thuyết gia, dịch giả và người theo chủ nghĩa vô trị người Trung Quốc.

## Tiểu sử
Ba Kim tên thật là Lý Nghiêu Đường, sinh ngày 25 tháng 11 năm 1904 tại Thành Đô, tỉnh Tứ Xuyên, Trung Quốc. Năm 1920 ông ghi danh học tại Trường Ngoại ngữ Thành Đô để học tiếng Anh, đến năm 1923 thì ông chuyển đến Thượng Hải sau đó đến Đại học Đông Nam, Nam Kinh với lý do học tập nhưng chủ yếu là để thoát khỏi ảnh hưởng phong kiến của gia đình.
Năm 1927, ông sang Pháp du học, tại đây ông đã xuất bản cuốn tiểu thuyết đầu tay Diệt vong dưới bút danh Ba Kim. Năm 1934, sau khi đọc vở kịch "Lôi vũ", ông rất khâm phục tài năng sáng tác của Tào Ngu và hai người bắt đầu quen biết nhau từ đó. Ông cũng quen thân với những nhà văn nổi tiếng Băng Tâm và Tiêu Càn. Nhà văn lớn Lỗ Tấn đã ca ngợi Ba Kim là "Một nhà văn có nhiệt tình, có tư tưởng tiến bộ; một trong số ít nhà văn tốt có thể đếm được trên đầu ngón tay". Trong thời gian này, Ba Kim còn đảm nhiệm chức vụ Tổng biên tập Nhà xuất bản Đời sống văn hoá, làm chủ biên một loạt sách như "Văn quý nguyệt san", "Văn học tùng san".
Sau khi Cộng hòa Nhân dân Trung Hoa ra đời năm 1950 ông giữ chức Phó chủ tịch Liên đoàn Văn học và Nghệ thuật Thượng Hải, ngày 28 tháng 7 cùng năm, con trai Lý Tiểu Đường của ông ra đời. Khoảng thời gian sau đó Ba Kim hăng hái đi sâu vào cuộc sống để sáng tác văn chương, ông đến hầm mỏ, công trường, nhà máy để tìm hiểu đời sống của công nhân và phản ánh tâm tư, nguyện vọng của họ trong tác phẩm của mình. Đầu những năm 50, ông hai lần đến Triều Tiên và nhiều lần ra nước ngoài giao lưu văn hóa.
Tháng 7 năm 1957, Ba Kim và Cận Dĩ chủ trì ấn phẩm ấn phẩm văn học quy mô lớn Thu hoạch đồng thời giữ chức vụ chủ biên. Tháng 8 năm 1960, ông được bầu làm phó chủ tịch Liên đoàn Văn học và Nghệ thuật Trung Quốc. Tháng 8 năm 1966 sau khi bị chỉ trích bởi "Tạo phản phái" thuộc Hiệp hội Nhà văn Thượng Hải, ông bắt đầu cuộc sống lao động khổ sai và bị nhốt vào chuồng bò. Ngày 13 tháng 8 năm 1972, vợ ông Tiêu San qua đời vì bệnh ung thư trực tràng ở tuổi 55.
Khoảng thời gian trước khi xảy ra Cách mạng văn hóa là thời gian Ba Kim sáng tác nhiều nhất, thể loại chủ yếu của ông là tản văn phản ánh sinh động công cuộc xây dựng xã hội chủ nghĩa trên đất nước Trung Hoa mới, có thể kể tới như Ngày Tết của Hoa Sa, Chiến sĩ kiên cường, Những ngày đầy vui vẻ, Tân thanh tập, Hữu nghị tập, Bên bờ cầu Hiền Lương.. Trong số này, tác phẩm Bên bờ cầu Hiền Lương là một tập tản văn Ba Kim viết sau chuyến đi thăm Việt Nam, tác phẩm nói lên cảm tình đặc biệt của nhân dân Trung Quốc với cuộc đấu tranh thống nhất đất nước và xây dựng Chủ Nghĩa Xã Hội của nhân dân Việt Nam. Từ năm 1978 trở đi, Ba Kim bước vào giai đoạn sáng tác mới. Năm 1979 ông sang Pháp và có sự nhận thức về vị trí của văn học đương đại Trung Quốc đối với thế giới. Về nước, ông tích cực đề nghị nhà nước xây thư viện bảo quản những tác phẩm văn học hiện đại Trung Quốc.
Tính đến tháng 3 năm 1983, Ba Kim liên tục 5 lần được bầu làm phó chủ tịch hội nghị chính trị toàn quốc, tại vị trong 22 năm. Vào tháng 5 năm 1984, ông được Tổ chức Văn bút Quốc tế lần thứ 47 tổ chức tại Tokyo, Nhật Bản vinh danh là một trong "Bảy danh nhân văn hóa trên thế giới". Tháng 12 cùng năm ông được bầu làm chủ tịch Hiệp hội Nhà văn Trung Quốc và phục vụ trong 21 năm cho đến khi qua đời do sốt cao và suy hô hấp cấp do nhiễm trùng đường hô hấp.
Ngày 25 tháng 11 năm 2003, Quốc vụ viện Cộng hòa Nhân dân Trung Hoa đã trao tặng Ba Kim danh hiệu danh dự "Nhà văn nhân dân".

## Tác phẩm
| Năm xuất bản | Tên tiểu thuyết        | Ghi chú          |
| ------------ | ---------------------- | ---------------- |
| 1931         | Nhà                    | Bộ 3 Kích lưu    |
| 1938         | Xuân                   | Bộ 3 Kích lưu    |
| 1940         | Thu                    | Bộ 3 Kích lưu    |
| 1931         | Sương mù               | Bộ 3 Tình yêu    |
| 1933         | Mưa                    | Bộ 3 Tình yêu    |
| 1935         | Tia chớp               | Bộ 3 Tình yêu    |
| 1940-1945    | Lửa                    | Ba tập           |
| 1947         | Đêm lạnh               |                  |
| 1932         | Biển mộng              |                  |
| 1932         | Mùa xuân trong mùa thu |                  |
| 1929         | Diệt vong              |                  |
| 1931         | Mặt trời chết chóc     |                  |
| 1933         | Sa đinh                | Tên khác "Tuyết" |
| 1933         | Tân sinh               |                  |
| 1940         | Lợi na                 |                  |
| 1944         | Khế viên               |                  |
| 1946         | Phòng bệnh thứ tư      |                  |

| Năm xuất bản | Tên truyện ngắn        | Ghi chú            |
| ------------ | ---------------------- | ------------------ |
| 1953         | Anh hùng cố sự         |                    |
| 1957         | Minh châu cùng Ngọc Cơ |                    |
| 1931         | Báo thù                |                    |
| 1932         | Quang minh             |                    |
| 1933         | Ghế điện               |                    |
| 1933         | Khăn lau               |                    |
| 1934         | Tướng quân             |                    |
| 1935         | Thần · Quỷ · Người     |                    |
| 1936         | Chìm                   | Tên khác "Lưu lạc" |
| 1936         | Phát đích cố sự        |                    |
| 1937         | Lôi                    |                    |
| 1942         | Hoàn hồn thảo          |                    |
| 1943         | Tiểu nhân tiểu sự      |                    |
| 1959         | Heo cùng gà            |                    |
| 1961         | Lý Đại Hải             |                    |

| Năm xuất bản | Tên tác phẩm                                  | Ghi chú                  |
| ------------ | --------------------------------------------- | ------------------------ |
| 1979-1986    | Tùy tưởng lục                                 | 5 quyển                  |
| 1932         | Hải hành                                      | Tên khác hải hành tạp ký |
| 1934         | Lữ đồ tùy bút                                 |                          |
| 1935         | Một chút                                      |                          |
| 1936         | Sinh chi sám hối                              |                          |
| 1937         | Thư ngắn                                      |                          |
| 1937         | Khống tố                                      |                          |
| 1938         | Mộng cùng say                                 |                          |
| 1939         | Cảm tưởng                                     |                          |
| 1939         | Đất đen                                       |                          |
| 1941         | Rồng · Hổ · Chó                               |                          |
| 1941         | Vô đề                                         |                          |
| 1942         | Phế viên ngoại                                |                          |
| 1946         | Lữ đồ tạp ký                                  |                          |
| 1947         | Hoài niệm                                     |                          |
| 1948         | Đêm yên tĩnh bi kịch                          |                          |
| 1951         | Nạp Túy giết nhân công nhà máy - áo tư uy tân |                          |
| 1951         | Ngày tết của hoa sa - ba lan tạp ký           |                          |
| 1951         | Thăm hỏi thư cùng với hắn                     |                          |
| 1953         | Sinh hoạt nhà in tại anh hùng môn trung gian  |                          |
| 1957         | Đại hoan nhạc đích nhật tử                    |                          |
| 1957         | Chiến sĩ kiên cường                           |                          |
| 1959         | Hữu nghị tập                                  |                          |
| 1960         | Bài hát ca tụng tập                           |                          |
| 1963         | Thổ lộ không hết tình cảm                     |                          |
| 1964         | Bên bờ cầu Hiền lương                         |                          |
| 1965         | Đại trại hành                                 |                          |
| 1979         | Yên hỏa tập                                   |                          |
| 1982         | Tự bạt tập                                    |                          |
| 1982         | Ức niệm tập                                   |                          |
| 1984         | Nguyện hóa thành bùn đất                      |                          |
| 1985         | Khống tố tập                                  |                          |
| 1986         | Mười năm một giấc chiêm bao                   |                          |
| 1995         | Tái tư lục                                    |                          |

| Năm xuất bản | Tên tác phẩm                                   | Ghi chú |
| ------------ | ---------------------------------------------- | ------- |
| 1934         | Ba kim tự truyện                               |         |
| 1936         | Ức                                             |         |
| 1978-1986    | Tùy tưởng lục                                  |         |
| 1927         | Chủ nghĩa vô chính phủ cùng vấn đề thực tế     |         |
| 1930         | Từ chủ nghĩa tư bản đến chủ nghĩa vô chính phủ |         |
| 1955         | Đàm khế hà phu                                 |         |